# Dumontinia
Dumontinia L.M. Kohn (sklerotka) – rodzaj grzybów z rodziny twardnicowatych (Sclerotiniaceae).

## Systematyka i nazewnictwo
Pozycja w klasyfikacji według Index Fungorum: Sclerotiniaceae, Helotiales, Leotiomycetidae, Leotiomycetes, Pezizomycotina, Ascomycota, Fungi.
Nazwa polska według M.A. Chmiel.

## Gatunki występujące w Polsce
- Dumontinia tuberosa (Bull.) L.M. Kohn 1979 – sklerotka bulwiasta

Nazwy naukowe na podstawie Index Fungorum. Wykaz gatunków i nazwy polskie według M.A Chmiel.